# سارة لي
سارة لي هي لاعبة غولف كورية جنوبية، ولدت في 16 فبراير 1979 في لندن في المملكة المتحدة.